# Том и Джери: Лешникотрошачката
„Томи Джери: Лешникотрошачката“ (на английски: Tom and Jerry: A Nutcracker Tale) е американски анимационен филм от 2007 г, продуциран от Warner Bros. Animation and Turner Entertainment Co. и е първият филм на Том и Джери, режисиран от Спайк Бранд и Тони Сервоне. Това е шестият филм за Том и Джери с директно на видео и е полуадаптация на „Лешникотрошачката и кралят на мишките“ от ЕТА Хофман, с Джери в ролята на Лешникотрошачката и Том в ролята на един от поддръжниците на Краля на мишките.
„Том и Джери: Лешникотрошачката“ е последната анимационна продукция, по която Джоузеф Барбера работи преди смъртта си на 18 декември 2006 г. и като такъв, филмът е посветен в негова памет. Това е и последният анимационен филм в директно към видео, издаден под етикета на Warner Bros. Family Entertainment, преди Warner Bros. да спре да използва името на компанията за анимационни продукции през следващата година. да бъдат заснети във формат 1:33:1 на цял екран.
На 13 август 2020 г. беше обявено, че филмът ще бъде пуснат на Blu-ray и специално издание на DVD и ще бъде сдвоен с „Том и Джери: Малките помощници на Дядо Коледа“ (Tom and Jerry: Santa's Little Helpers). Пакетът е издаден на 27 октомври 2020 г.

## Сюжет
Джери и племенникът му Тъфи гледат коледния балет в Ню Йорк. В същото време група котките, включително Том, пеят песен за котешкия крал в алея с изглед към Емпайър Стейт Билдинг. Джери отива на празния етаж, където магията започва да се случва около него, където играчките оживяват като пони на име Нели, фея на име Паули и Балерината в музикалната кутия.
Сцената се превръща в зимна чудеса, където играчките се наслаждават на вечеря. Том и другите котки съсипват празника и прихващат играчките, докато Джери, Поли и Нели се опитват да ги спрат, но са изстреляни от оръдието. Като капитан на котешките стражи, Том хваща балерината в клетка, след което я отвежда при Краля на котките, който неуспешно я моли да танцува за него. По-късно Том е призован да събере други котки и да спре Джери, докато Тъфи дава на Балерината една струна, прикрепен към пръстен с ключове, преди да предупреди Джери и да спре котките. Междувременно Джери, Поли и Нели решават да последват звезда при по-възрастен мъж, наречен Производителя на играчки. По пътя Джери пада през малко лед, преди да бъде съживен, освободен и издърпан от Нели и Поли, което кара Поли да се разнищи, като разтопи лепилото, което го държи заедно. Тъфи стига до Том и се облича като ангел и дявол, за да го убеди да не вреди на Джери, но случайно се разкрива, когато накрая залепва тризъбеца в окото на Том, причинявайки кулата на котките да падне от скала. Тъфи отива при Джери, за да го предупреди за котките. Котките атакуват, но Джери и останалата част от групата избягват вътре в дървото. След това групата стига до хълм, където главата на Поли е изпратена да лети в друга дупка. Те влизат в дупката и откриват огнен свят с ями от лава и дракони; феята на пламъка връща главата на Поли. Драконът се събужда, но е хипнотизиран от Джери, за да ги вдигне от ямата.
Жителите на огнения свят пускат оръдие, което взривява Джери и приятелите му в къща с часовници. Мишките и играчките отново са преследвани от котките и се сблъскват с панаир. Те стигат до хребет, а Джери взривява балони, за да го направи безопасно. Една котка изстрелва стрела, изскача балона на Нели. Туфи я хваща и разплита повече от Поли. Нели е заловена от котките и тя им казва накъде са се насочили останалите. Останалите трима стигат до производителя на играчки и той оправя Поли. Той им дава и ключ, който им позволява да събудят армия от войници играчки. Тримата заминават с новата си армия, за да си върнат кралството.
Когато котките се опитват да избягат от армията войници играчки, Балерина се появява с другите играчки и ги води в армия срещу Краля на котките. Докато Кралят на котките нарежда на последователите си да се оттеглят, Джери активира влакче с играчки, което чука всички котки отгоре му, когато пресича сцената и излиза през вратата зад кулисите, удряйки се в стената на съседната сграда до театъра и накрая пада в контейнер за боклука обратно в Ню Йорк. Балерината прегръща Джери в победа и с радост му казва, че никога не се е съмнявала в него. Изведнъж стената до тях започва да се руши. Нели изтласква Джери и Балерина от пътя, смачква и убива. Магията обаче я съживява и премахва струната й и изискването да се говори с нея. Джери и Балерина танцуват, след като получиха короните си обратно.

## Актьорски състав
- Спайк Брандт (не е посочен в надписите) и Уилям Хана (архивен запис, не е посочен в надписите) – Том и Джери
- Тони Сервоне – Котаракът Бъч
- Шантал Странд – Тъфи
- Иън Джеймс Корлет – Пол
- Катлийн Бар – Нели
- Тара Стронг – Балерината
- Гали Чалк – Кралят на котките
- Тревър Девал – Лаки
- Ричард Нюман – Производителят на играчки
- Марк Оливър – Доктор Мейлволент
- Майкъл Донован – Флъф, Пъф и Мъф

## Продукция
Според Бранд, Джоузеф Барбера е решил да направи адаптация на Лешникотрошачката, тъй като смятал, че музиката му идеално се вписва в Том и Джери. Страницата на Amazon за DVD се появи някъде през август 2007 г.

### Цял екран
„Том и Джери: Лешникотрошачката“ е четвъртият филм за Том и Джери, заснет в широкоекранен екран с висока разделителна способност (първите три са „Том и Джери: Мисия до Марс“ (Tom and Jerry: Blast Off to Mars), „Том и Джери: Бързи и космати“ (Tom and Jerry: The Fast and the Furry) и „Том и Джери: Морски приключения“ (Tom and Jerry: Shiver Me Whiskers), въпреки че DVD от Регион 1 и американската версия на Boomerang бяха на цял екран (изрязване на лявата и дясната част на изображението). Филмът се излъчва на широк екран в Cartoon Network в САЩ.

## В България
В България филмът е излъчен през 2012 г. по bTV с български дублаж, преведен като „Том и Джери: Рецитал за Лешникотрошачката“. Екипът се състои от:
| Озвучаващи артисти  | Ася Братанова Златина Тасева Николай Николов Радослав Рачев Георги Георгиев-Гого Цанко Тасев |
| Преводач            | Виолета Георгиева                                                                            |
| Тонрежисьор         | Стефан Македонски                                                                            |
| Режисьор на дублажа | Поля Цветкова-Георгиу                                                                        |